# Serhij Dichtiar
Serhij Dichtiar, ukr. Сергій Діхтяр (ur. 26 sierpnia 1975) – ukraiński piłkarz, grający na pozycji ofensywnego pomocnika.

## Kariera piłkarska

### Kariera klubowa
Wychowanek Szkoły Piłkarskiej Dynamo Kijów. Jako 12-latek wyjechał do RFN, gdzie szkolił się w FC Schalke 04. W 1994 rozpoczął karierę piłkarską w podstawowym składzie Schalke 04. W 1997 przeszedł do SG Wattenscheid 09. Latem 2000 został piłkarzem 1. FC Saarbrücken, ale na początku 2002 powrócił do SG Wattenscheid 09. Od 2003 bronił barw klubów SV Meppen, BV Cloppenburg i BSV Schwarz-Weiß Rehden.

## Sukcesy i odznaczenia

### Sukcesy klubowe
- 3.miejsce w Mistrzostwach Niemiec: 1996